# Vert oxyde de chrome

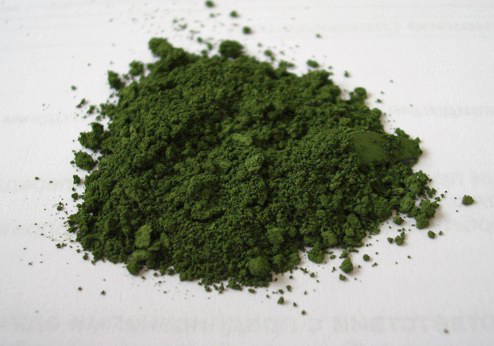
Vert oxyde de chrome

Le vert oxyde de chrome (PG17) est un pigment vert tendant vers le jaune, grisâtre.
Il ne doit pas être confondu avec les verts de chrome, dits aussi vert anglais, qui sont des mélanges de jaune de chrome et de bleu de Prusse, en proportions variables (PRV).

## Composition

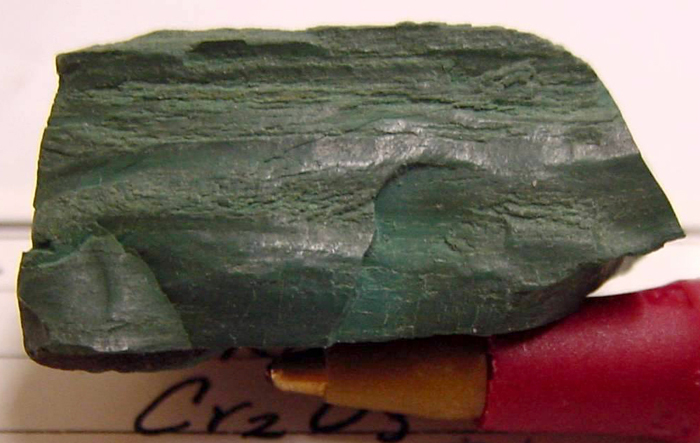
Minéral Eskolaïte

La formule chimique du vert oxyde de chrome est Cr2O3 (oxyde de chrome(III)). 
On le trouve naturellement dans un minéral rare, l'eskolaïte.

## Histoire
Le vert oxyde de chrome a été produit par synthèse au début du XIXe siècle. Louis Jacques Thénard donne dans son Traité de chimie de 1813 un procédé de fabrication à partir du chromate de mercure, qui sera par la suite amélioré. Léonor Mérimée mentionne dans son De la peinture à l'huile de 1830 un procédé plus économique (PRV).

## Caractéristiques
Proche en teinte du vert émeraude (PG18) et de la terre verte (PG23), il diffère de ces derniers par son opacité.
Il est insoluble dans l'eau. Son pouvoir colorant est faible (PRV).
D'aspect terne, il peut être mélangé à des pigments organiques de synthèse vifs (vert phtalo, jaune hansa) afin de contrecarrer sa faible saturation.
Le vert oxyde de chrome résiste à des températures élevées, jusqu'à 1 000 °C, ce qui permet de le considérer comme un pigment vitrifiable pour les céramiques. Il est exceptionnellement solide et peut être utilisé pour les peintures d'extérieur et la coloration des ciments (PRV).